# Flüchtlingskind Tiba
Flüchtlingskind Tiba ist der Titel eines Porträts, einer Reihe von kurzen Dokumentarfilmen der Sendung mit der Maus, in denen das Flüchtlingskind Tiba mit seiner Familie begleitet wird.  Bislang sind acht Teile der Reihe erschienen. Dabei wird zunächst rückblickend von der Flucht der Familie aus Syrien berichtet. Im Zentrum steht das Alltagsleben von Tiba vor dem Hintergrund der Etappen der Aufnahme, Anerkennung und Integration in Deutschland. Die Familie wird seit Mitte 2015 begleitet. Reporter ist der aus der Sendung mit der Maus bekannte Christoph Biemann. Die Filme sind auf unbegrenzte Zeit in den Mediatheken von ARD und WDR verfügbar.
An der Produktion beteiligt waren unter anderem Sachgeschichten-Autorin Malin Büttner und als Reporter Christoph Biemann.

## Inhalt
Betont wird der Alltag der Familie, aber auch ihr Umgang mit der Fremde und die zunehmende Integration in Deutschland.
Das Porträt beginnt mit dem Aufenthalt der Familie in einem Erstaufnahmelager in Zelten, in einer Zeltstadt in Duisburg-Walsum. In einer Rückblende wird die Flucht der Familie aus Deir ez-Zor (Syrien) anhand eigener Fotos der Familie auf der Flucht dargestellt. Geschildert wird zunächst der Alltag von Tiba, z. B. in den Waschräumen und im Deutschunterricht. Zum Winter hin wird die nicht wetterfeste Unterkunft aufgelöst und die Familie muss umziehen. Die nächste Station der Familie ist eine sogenannte Wetterfeste Unterkunft. Tiba feiert hier ihren zehnten Geburtstag. Danach zieht die Familie in eine Wohnung in Essen. Tiba wird dabei auch in ihrem Schulalltag in Essen begleitet. Gezeigt wird unter anderem die Einschulungsuntersuchung. Ihr Bruder Mohammed feiert seinen fünften Geburtstag. Im Verlauf wird eine Sehschwäche bei Tiba festgestellt und die Sendung begleitet sie zum Augenarzt. Sie bekommt eine Brille. In einer weiteren Folge wird von Tibas musischen Interessen berichtet: Sie tanzt in der Hip-Hop AG. Bereits ein Jahr zuvor begann sie mit dem Trompetenspiel im Rahmen des JeKi und erzielte dabei große Fortschritte. Beide Begabungen kamen bei einer Aufführung ihrer Schule zur Geltung.

## Rezeption
Die Reihe wird von mehreren offiziellen Stellen als Unterrichtsmaterial empfohlen, z. B. von Schulentwicklung NRW, der „Qualitäts- und UnterstützungsAgentur – Landesinstitut für Schule“. sowie vom österreichischen Bundesministerium für Bildung, Abteilung Schulpsychologie-Bildungsberatung, Schulinformation.
Für das Jugendmagazin TELEVIZION des Bayerischen Rundfunks hat Genia Baranowski ein Interview mit Christoph Biemann zur Reihe durchgeführt mit dem Titel Jenseits der anonymen Masse: Das Flüchtlingskind Tiba. Ein Gespräch mit Christoph Biemann und hebt dabei hervor: „Kontakt verändert das Verhältnis zu Flüchtlingen“.

„Die Geschichte [der Flucht] wird in eindringlichen Fotos der Familie erzählt.“